# شهرستان کرخه
شهرستان کرخه یکی از شهرستان‌های استان خوزستان ایران است. مرکز این شهرستان شهر الوان است. 
این شهرستان در تاریخ ۱۶ آذر ۱۳۹۹ از شهرستان شوش جدا شد و مستقل گردید.

## موقعیت جغرافیایی
شهرستان کرخه از شمال تا شمال غربی با شهرستان شوش، از شمال شرقی با شهرستان دزفول، از غرب با شهرستان دشت آزادگان، از شرق با شهرستان شوشتر و از جنوب با شهرستان‌های اهواز و حمیدیه همسایه است.

## مردم
مردم این شهرستان از قوم عرب می باشند و به زبان عربی خوزستانی صحبت می‌کنند.

## زیارتگاه سیداحمدتفاخ
زیارتگاه سید احمد تفاخ در دهستان آهودشت بخش مرکزی شهرستان کرخه واقع گردیده است..
آرامگاه سیداحمد تفاخ کبیر با ۳۰۰ سال قدمت در شهرستان کرخه در روستای آهودشت حمیلا و درکنار ایستگاه راه آهن آهودشت در محور راه آهن اهواز به شوش واقع شده است.
مجموعه بناهای بقاع سادات آل‌تفاخ  ازجمله آثار تاریخی متعلق به دوره قاجار در شهرستان تازه تأسیس کرخه هستند که بر روی یک تپه تاریخی و در مرکزیت روستای «لگیطه» واقع شده است.
با توجه به مستندات، شاخص‌های تاریخی و بررسی ارزش‌های معماری، این بنا در سال ۱۳۸۹ در فهرست آثار میراث ملی به ثبت رسید.

## تقسیم‌بندی کشوری
شهرستان کرخه شامل ۲ بخش، ۴ دهستان و ۲ شهر به شرح زیر است:

### شهرستان کرخه
| بخش   | مرکز بخش | جمعیت بخش ۱۳۹۵ | نام دهستان | مرکز دهستان    | جمعیت دهستان ۱۳۹۵ | شهر   | جمعیت شهر ۱۳۹۵ |
| ----- | -------- | -------------- | ---------- | -------------- | ----------------- | ----- | -------------- |
| مرکزی | الوان    | ۴۶٬۰۰۹ نفر     | سیدعباس    | عبدالخان پایین | ۲۷٬۷۱۳ نفر        | الوان | ۶٬۸۶۰ نفر      |
| مرکزی | الوان    | ۴۶٬۰۰۹ نفر     | آهودشت     | مزرعه یک       | ۱۱٬۴۳۶ نفر        | الوان | ۶٬۸۶۰ نفر      |
| شاوور | شاوور    | ۲۳٬۳۲۲ نفر     | کرخا       | خویس           | ۹٬۲۰۷ نفر         | شاوور | ۸٬۸۳۳ نفر      |
| شاوور | شاوور    | ۲۳٬۳۲۲ نفر     | شاوور      | سید رحیمه      | ۵٬۲۸۲ نفر         | شاوور | ۸٬۸۳۳ نفر      |

## جمعیت
بر پایه سرشماری عمومی نفوس و مسکن در سال ۱۳۹۵، جمعیت شهرستان کرخه برابر با ۶۹٬۳۳۱ نفر بوده‌است.